# Трудовая национальная партия
«Трудовая национальная партия» (монг. ХҮН нам) — монгольская правоцентристская политическая партия, основанная в 2011 году.

## Название
Первоначально название партии, ХУН (монг. ХҮН), было аббревиатурой полного названия партии, «Трудовая национальная партия» (монг. Хөдөлмөрийн Үндэсний Нам). Это также монгольское слово, обозначающее человека и личность (в монгольском языке множественное число не обязательно должно быть явным, то есть слово «Хүн» может использоваться как в единственном числе, так и во множественном). Однако 7-й съезд партии решил отказаться от значения аббревиатуры, чтобы отразить сдвиг партии к правоцентризму.

## История
Основанная в 2011 году под названием «Трудовая национальная партия», позиционировала себя как новичок в монгольской политике с ориентацией на человека, борьбу с коррупцией и прозрачность. В 2020 году она заняла одно место в Великом государственном хурале в коалиции с «Монгольской социал-демократической партией» и «Партией справедливости» в рамках «Электоральной коалиции правых людей». В 2022 году «Трудовая национальная партия» изменила название партии на «Партия ХУН», объявив свою политическую позицию правоцентристской.
Ранее партия была незначительной и не имела мест в парламенте, но затем начала быстро набирать обороты в монгольской политике, чему способствовал ряд факторов, включая слияние «Монгольской народно-революционной партии» экс-президента Намбарына Энхбаяра, которая ранее была третьей по величине в стране, с «Монгольской народной партией» (МНП), раскол «Демократической партии», которая была главной оппозицией МНП, на фракции сторонников и противников Баттулги, а также состав новой партии, включая её лидера Тогмидына Доржханда, которого многие считают компетентным и хорошо образованным. Партия пользуется успехом среди молодёжи в городских районах, поскольку её считают прогрессивным объединением молодых и хорошо образованных монгольских профессионалов.
Монгольские экспаты (монголы, проживающие за пределами страны) также активно поддерживают партию. Более 75% избирателей-экспатов поддержали Дангаасурэнгийна Энхбата, номинанта партии на президентских выборах 2021 года.
До 2024 года это была единственная партия, имевшая место и в парламенте, и в муниципальных советах, за исключением двух основных партий: «Монгольской народной партии» (МНП) и «Демократической партии». На президентских выборах 2021 года партия заняла второе место с более чем 21% голосов, впервые в политике страны превзойдя «Демократическую партию» как главного конкурента МНП. С текущим постановлением Конституционного суда, отменившим решение 2016 года о запрете пропорционального голосования, и увеличением количества мест в парламенте посредством внесения поправки в Конституцию, предложенной МНП, перспективы «Трудовой национальной партии» выглядят всё более радужными.

## Электоральные результаты

### Президентские выборы
| Выборы | Кандидат               | Голосов | %     | Место | Результат |
| ------ | ---------------------- | ------- | ----- | ----- | --------- |
| 2021*  | Дангаасурэнгийн Энхбат | 246 968 | 21,60 | 2е    | Не избран |

Примечание: * в рамках «Электоральной коалиции правых людей».

### Парламентские выборы
| Выборы | Лидер             | По округам | По округам | По округам | По округам | По партийным спискам | По партийным спискам | По партийным спискам | По партийным спискам | Мест всего | Мест всего | Место | Статус                     |
| Выборы | Лидер             | Голосов    | %          | Мест       | +/-        | Голосов              | %                    | Мест                 | +/-                  | No.        | +/–        | Место | Статус                     |
| ------ | ----------------- | ---------- | ---------- | ---------- | ---------- | -------------------- | -------------------- | -------------------- | -------------------- | ---------- | ---------- | ----- | -------------------------- |
| 2020*  | Тогмидын Доржханд |            |            |            |            | 209 104              | 5,23                 | 1 из 76              | новая                | 1 из 76    | новая      | 5е    | Оппозиция                  |
| 2024   | Тогмидын Доржханд | 636 648    | 6,80       | 2 из 78    | ▲2         | 151 111              | 10,38                | 6 из 48              | ▲5                   | 8 из 126   | ▲7         | 3е    | Коалиционное правительство |

Примечание: * в рамках «Электоральной коалиции правых людей».